# Unmoored (Film)
Unmoored ist ein Thriller von Caroline Ingvarsson. Der Kriminalfilm basiert auf dem Roman Die Lebenden und Toten von Winsford von Håkan Nesser. Die Premiere fand Anfang Oktober 2023 beim London Film Festival statt. Eine erste Vorstellung in Schweden erfolgte Ende Januar 2024 beim Göteborg Film Festival.

## Handlung
Maria ist in Schweden eine erfolgreiche Fernsehmoderatorin und lebt mit Ehemann Magnus in einem stilvollen Haus. Als sie von den schockierenden Anschuldigungen gegen ihren Mann erfährt, gerät ihr ganzes Leben aus den Fugen. Magnus wird der Vergewaltigung einer Frau beschuldigt, bestreitet die Tat jedoch.
Um dem Medienwirbel zu entkommen, mietet Maria ein kleines Haus im Exmoor-Nationalpark. Nur ihr Hund Castor leistet ihr Gesellschaft. Gemeinsam unternehmen sie in der Moorheide der am Ärmelkanal gelegenen Hochebene lange Spaziergänge.

## Literarische Vorlage

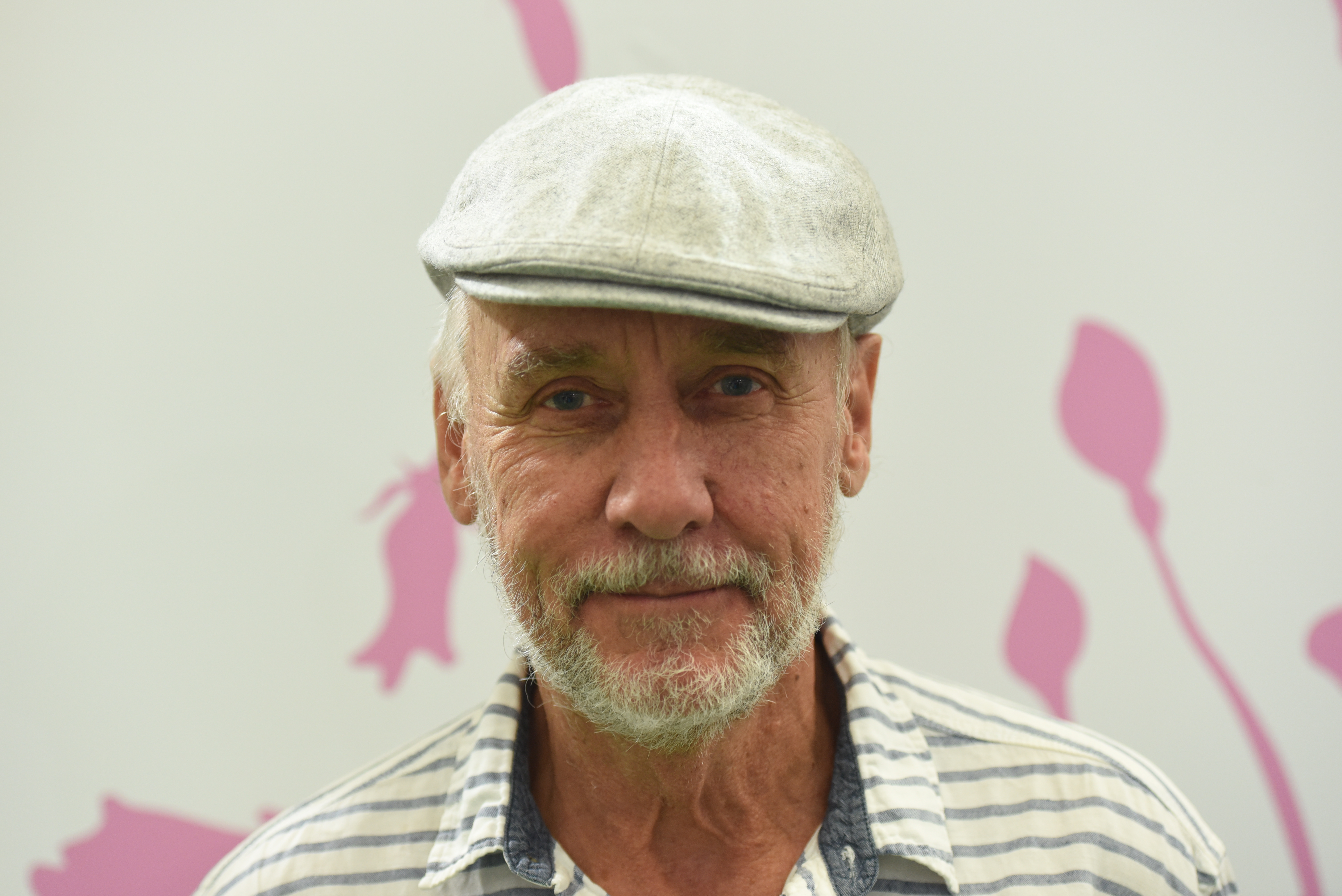
Der Film basiert auf dem Roman Die Lebenden und Toten von Winsford von Håkan Nesser

Der Film basiert auf dem Roman Levande och Döda i Winsford (im Englischen The Living and the Dead in Winsford) von Håkan Nesser aus dem Jahr 2013. In einer deutschen Übersetzung von Paul Berf wurde das Buch ein Jahr später im btb Verlag unter dem Titel Die Lebenden und Toten von Winsford veröffentlicht.
Nesser ist einer der beliebtesten Schriftsteller Schwedens. Für seine Kriminalromane erhielt er zahlreiche Auszeichnungen. Diese wurden in über zwanzig Sprachen übersetzt. Bereits zuvor wurden Romane von ihm verfilmt, so Intrigo, aber auch seine Kurzgeschichten, wie bei dem deutschen Film Erledigung einer Sache von Dustin Loose.

## Produktion

### Regie, Drehbuch und Filmaufbau
Es handelt sich bei Unmoored um den Debütfilm von Regisseurin Caroline Ingvarsson. Sie wurde an der Sydney Film School ausgebildet und hat einen Master in Rundfunkjournalismus von der City, University of London. Zu den früheren Kurzfilmen der Schwedin gehören  Hundvakten von 2014 und Beneath The Spaceship von 2015. Letzter wurde beim Toronto International Film Festival erstmals gezeigt und gewann den After Bergman Script Award. Ihr Dokumentarkurzfilm The Dogwalker gewann den Publikumspreis sowohl beim Palm Spring Short Fest als auch beim Uppsala Short Film Festival. Ihren Kurzfilm We Were Three stellte sie 2018 beim Tribeca Film Festival vor.
Das auf Nessers Roman basierende Drehbuch schrieb Michèle Marshall gemeinsam mit dem Autor.
Der Film arbeitet mit regelmäßigen Rückblenden und Traumsequenzen.

### Besetzung und Filmmusik

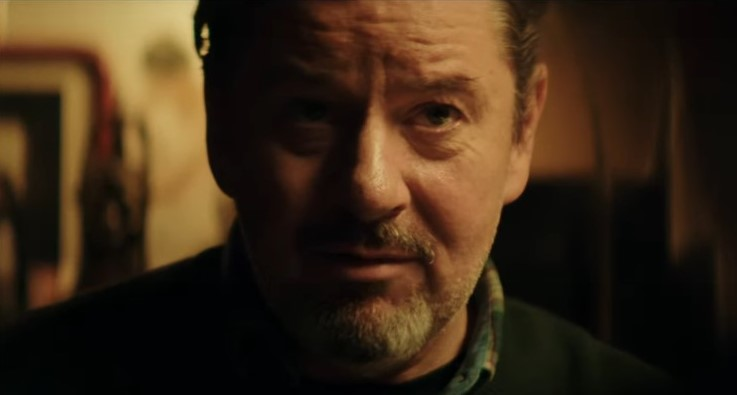
Thomas W. Gabrielsson spielt Marias Ehemann Magnus, der der Vergewaltigung beschuldigt wird

Mirja Turestedt spielt in ihrer ersten Hauptrolle Maria. Thomas W. Gabrielsson spielt ihren Ehemann Magnus. In weiteren Rollen sind Kris Hitchen als Mark, Anna Próchniak als Magdalena, Marta Żmuda Trzebiatowska als Barbara und Sven Ahlström als Bergman zu sehen.
Die Filmmusik komponierte der mehrfach für den Robert nominierte Martin Dirkov, der zuvor für Fernsehserien wie Wenn die Stille einkehrt und Filme wie Border und Holy Spider von Ali Abbasi und Shorta – Das Gesetz der Straße von Anders Ølholm und Frederik Louis Hviid tätig war.

### Veröffentlichung
Die Weltpremiere des Films erfolgte am 5. Oktober 2023 beim London Film Festival. Ab Ende Januar 2024 wurde er beim Göteborg Film Festival gezeigt und hiernach beim Santa Barbara International Film Festival. Im November 2024 wurde Unmoored bei den Nordischen Filmtagen Lübeck vorgestellt. Im April 2025 wird der Film beim Florida Film Festival gezeigt.

## Auszeichnungen
Nordische Filmtage Lübeck 2024
- Nominierung als Bester Spielfilm für den NDR Filmpreis  (Caroline Ingvarsson)
- Nominierung als Bester Film für den Publikumspreis der Lübecker Nachrichten (Caroline Ingvarsson)
- Nominierung für den Baltischen Filmpreis für einen Nordischen Spielfilm (Caroline Ingvarsson)
- Nominierung als Bester Film für den Kirchlichen Filmpreis (Caroline Ingvarsson)
- Auszeichnung als Bestes Spielfilmdebüt (Caroline Ingvarsson)
- Auszeichnung mit dem Preis des Freundeskreises der Nordischen Filmtage[11][12][13]